# Gregorio de Schleswig-Holstein-Sonderburg-Broager

## Biografía
Gregorio de Schleswig-Holstein-Sonderburg-Broager (7 de septiembre de 1571, Sønderborg – 30 de diciembre de 1651, Isfjorden) fue Duque de Schleswig-Holstein-Sonderburg-Broager.
Gregorio era el tercer hijo de la unión entre el Duque Juan de Schleswig-Holstein-Sonderburg y su esposa, Isabel de Brunswick-Grubenhagen (†1586). Al ser el tercer hijo, percibió el ducado de Broager, perteneciente al municipio de Sønderborg. En el seno de una familia acomodada recibió una educación de alto nivel sociocultural. En 1591 fue a estudiar Lógica a la Universidad de Salamanca, en España. A su regreso, contraería matrimonio con su prima Ana de Brunswick-Luneburgo (22 de marzo de 1572 - 5 de febrero de 1601), hija de la Princesa Dorotea de Dinamarca (1546-1617)
Tras el fallecimiento de su hermano Cristián de Schleswig-Holstein-Sonderburg-Ærø, Gregorio percibió el señorío de Kråkskär, perteneciente a la localidad de Af Dalen, situada al este de la Región de Dinamarca Meridional.

## Descendencia
Del matrimonio de Gregorio con Ana nacieron:
- Rachel (1593-1682)
- Alejandro (1595-1683)
- Enrique Alfredo (1597-1672)
- Charo Adalborj (1600-1664)

## Fallecimiento
Tras el fallecimiento de Gregorio en 1651, su herencia y patrimonio pasó a manos de sus dos hermanos supervivientes: Felipe de Schleswig-Holstein-Sonderburg-Glücksburg y Federico de Schleswig-Holstein-Sonderburg-Norburg.